# عروة بن أسماء
عروة بن أسماء (ت : 4 هـ) صحابي جليل , اسمه عروة بن أسماء بن الصلت بن حبيب بن حارثة بن هلال بن سماك بن عوف بن امرئ القيس بن بهثة بن سليم السلمي من بني سليم حليف بني عمرو بن عوف، استشهد مع سرية المنذر بن عمرو , قال ابن إسحاق: وحرض المشركون يوم بئر معونة بعروة بن أسماء أن يؤمنوه، فأبى ، وكان ذا خلة لعامر بن الطفيل ، مع أن قومه من بني سليم حرضوا على ذلك منه ، فأبى وقال لا أقبل منهم أمانا ، ولا أرغب بنفسي عن مصارع أصحابي ، ثم تقدم فقاتل حتى قتل في السنة الرابعة للهجرة.
قال صاحب الإستيعاب في معرفة الأصحاب: «ذكره محمد بن الواقديّ في أصحاب بئر معونة، وقال: حدّثني مصعب بن الثابت عن أَبي الأسود، عن عُروة، قال: حرض المشركون يوم بئر معونة بعرُوة بن الصَّلت أن يؤمنوه فأبى، وكان ذا خلّة لعامر بن الطّفيل مع أنّ قومه بني سُليم حرَّضوا على ذلك فأبى، وقال: لا أقبل لهم في ذلك أمانًا، ولا أرغب بنفسي عن مصارعهم، ثم تقدّم فقاتل حتى قُتل شهيدًا».